# Michael Eberwein
Michael Eberwein (* 11. März 1996 in Dellnhausen) ist ein deutscher Fußballspieler. Der Stürmer steht bei Borussia Dortmund unter Vertrag und gehört dort der zweiten Mannschaft an.

## Werdegang
Eberwein begann beim SV Oberhaindlfing  mit dem Fußballspielen. Über die weiteren Jugendstationen SC Eintracht Freising und FC Bayern München wechselte er im Jahr 2015 in die Regionalliga-West-Herrenmannschaft von Borussia Dortmund II, wo er zum Stammspieler avancierte und zu 84 Einsätzen kam, in denen er 28 Tore erzielte.
Im Sommer 2018 wechselte Eberwein in die 3. Liga zum SC Fortuna Köln. Am 1. Spieltag gab er bei der 1:4-Niederlage gegen Preußen Münster sein Debüt, nachdem er in der 22. Minute für den verletzten Hamdi Dahmani eingewechselt wurde. Seinen ersten Startelfeinsatz hatte er am 2. Spieltag, beim 2:1-Auswärtssieg gegen den Halleschen FC. Mit Köln stieg er am Ende der Saison 2018/19 in die Regionalliga ab.
Im Sommer 2019 schloss sich Eberwein dem Zweitligisten Holstein Kiel an. Im Spiel gegen den VfL Bochum verursachte er am 25. Oktober 2019 einen Elfmeter, als er, obwohl er nicht zu den elf Spielern auf dem Platz gehörte, einen (deutlich neben das Tor gehenden) „Tor“-Schuss der Bochumer im Strafraum auf der Torauslinie per Fuß stoppte. (Er wollte den Ball nur schneller zum Torwart zum Abstoß geben, begab sich dafür aber knapp in den Strafraum.) Dafür erhielt er auch eine gelbe Karte. Tatsächlich stand er nur bei den letzten zwei Spielen der Saison für Kiel auf dem Platz, sowie bei einem Spiel der zweiten Mannschaft.
Mitte September 2020 wechselte Eberwein in die 3. Liga zum Halleschen FC und unterschrieb dort einen Vertrag bis Sommer 2022.
Zur Saison 2022/23 kehrte Eberwein zur zweiten Mannschaft von Borussia Dortmund zurück und erhielt dort einen Vertrag bis 2026.

## Familie
Der ältere Bruder Maximilian Eberwein ist ebenfalls als Fußballspieler aktiv und spielte u. a. in der Fußball-Regionalliga Süd und der Fußball-Regionalliga Bayern für den VfB Eichstätt sowie für die jeweilige zweite Mannschaft des FC Bayern München und des FC Ingolstadt 04.